# Castelcovati
Castelcovati ist eine norditalienische Gemeinde (comune) mit 6929 Einwohnern (Stand 31. Dezember 2023) in der Provinz Brescia in der Lombardei. Die Gemeinde liegt etwa 22 Kilometer westsüdwestlich von Brescia.
In der Gemeinde wird derzeit in erster Linie Mais angebaut.